# Owieczki (województwo łódzkie)
Owieczki – wieś w Polsce położona w województwie łódzkim, w powiecie sieradzkim, w gminie Klonowa.
Wieś kapituły katedralnej gnieźnieńskiej w powiecie sieradzkim województwa sieradzkiego w końcu XVI wieku. W latach 1975–1998 miejscowość położona była w województwie sieradzkim.

## Części wsi
| SIMC    | Nazwa         | Rodzaj    |
| ------- | ------------- | --------- |
| 0704741 | Kity          | część wsi |
| 0704758 | Króle         | część wsi |
| 0704764 | Leśniki       | część wsi |
| 1041225 | Osiny Czwarte | część wsi |
| 0704770 | Poprzeczna    | część wsi |
| 0704787 | Stara Wieś    | część wsi |
| 0704793 | Świderki      | część wsi |
| 0704801 | Zatyle        | część wsi |

## Dane geograficzne

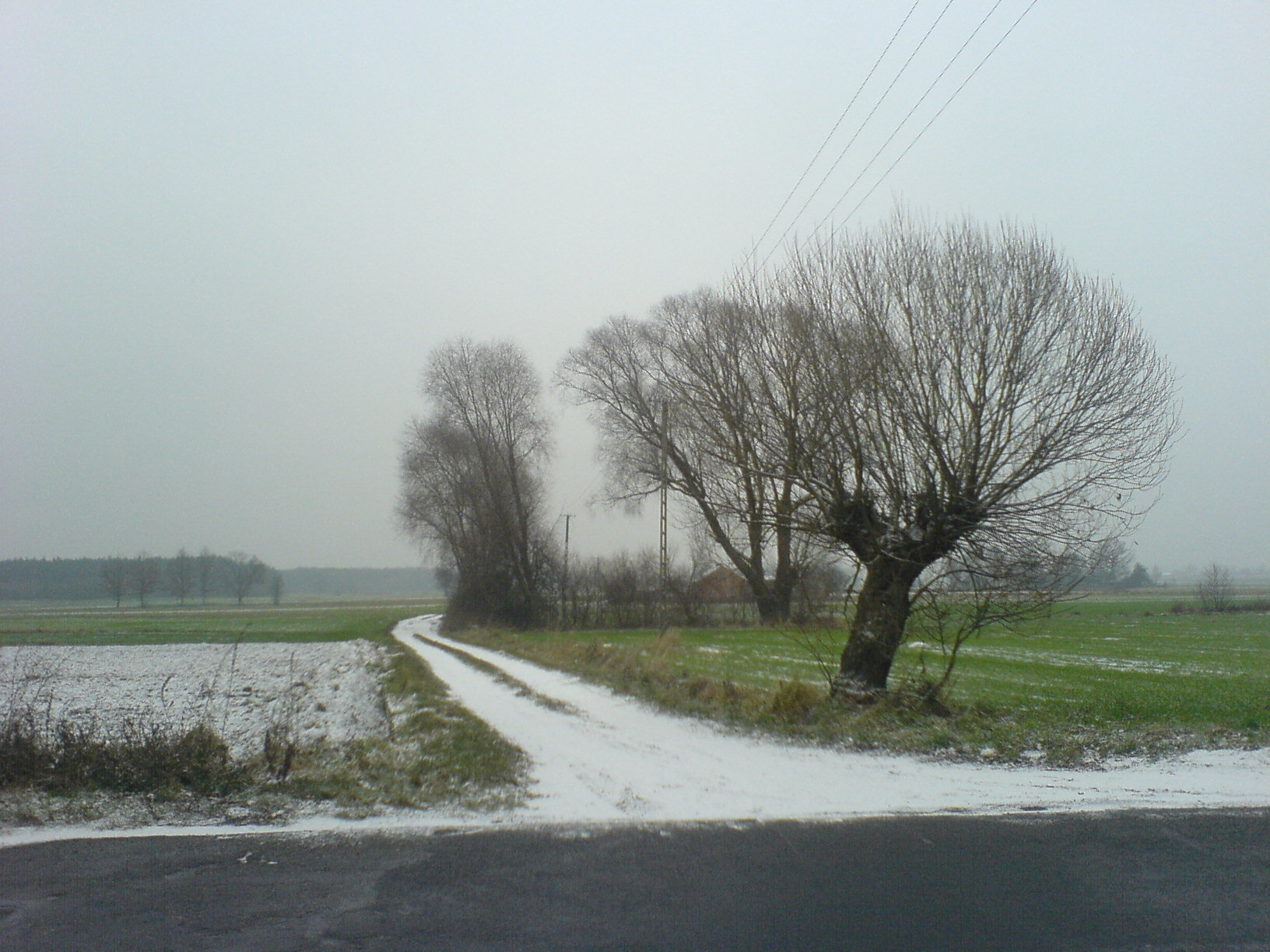
Owieczki-Dunaje: droga w kierunku osady Leśniki

Miejscowość położona jest na 18°30' długości geograficznej wschodniej (ten południk przebiega przez miejsce zwane Łąco - pomiędzy Królami a Dunajami ) i między równoleżnikami 51°22' a 51°23' szerokości geograficznej północnej. Owieczki leżą na wysokości od 164 do 180 m n.p.m.
Owieczki stanowią dość rozległy obszar. Z północy na południe (między najbardziej wysuniętymi punktami niezbyt regularnego kształtu powierzchni Owieczek) to odległość ok. 4,0 km, a ze wschodu na zachód to ok. 5,8 km.
Według Regionalizacji fizycznogeograficznej Polski opracowanej przez Jerzego Kondrackiego Owieczki położone są w części Polski, określonej następująco:
318 Niziny Środkowopolskie
318.1-2 Nizina Południowowielkopolska
318.22 Wysoczyzna Złoczewska.
Liczba ludności: ok. 450 osób.

## Dane ze SGKP
Słownik geograficzny Królestwa Polskiego podaje następujące dane dotyczące Owieczek:
- wieś i osiedle karczemne, wchodzące w skład dóbr rządowych,
- pow. sieradzki, gm. Klonowa, par. Uników,
- odl. od Sieradza : 31 wiorst,
- 69 domów, 677 mieszkańców.

## Infrastruktura
W miejscowości znajdują się:

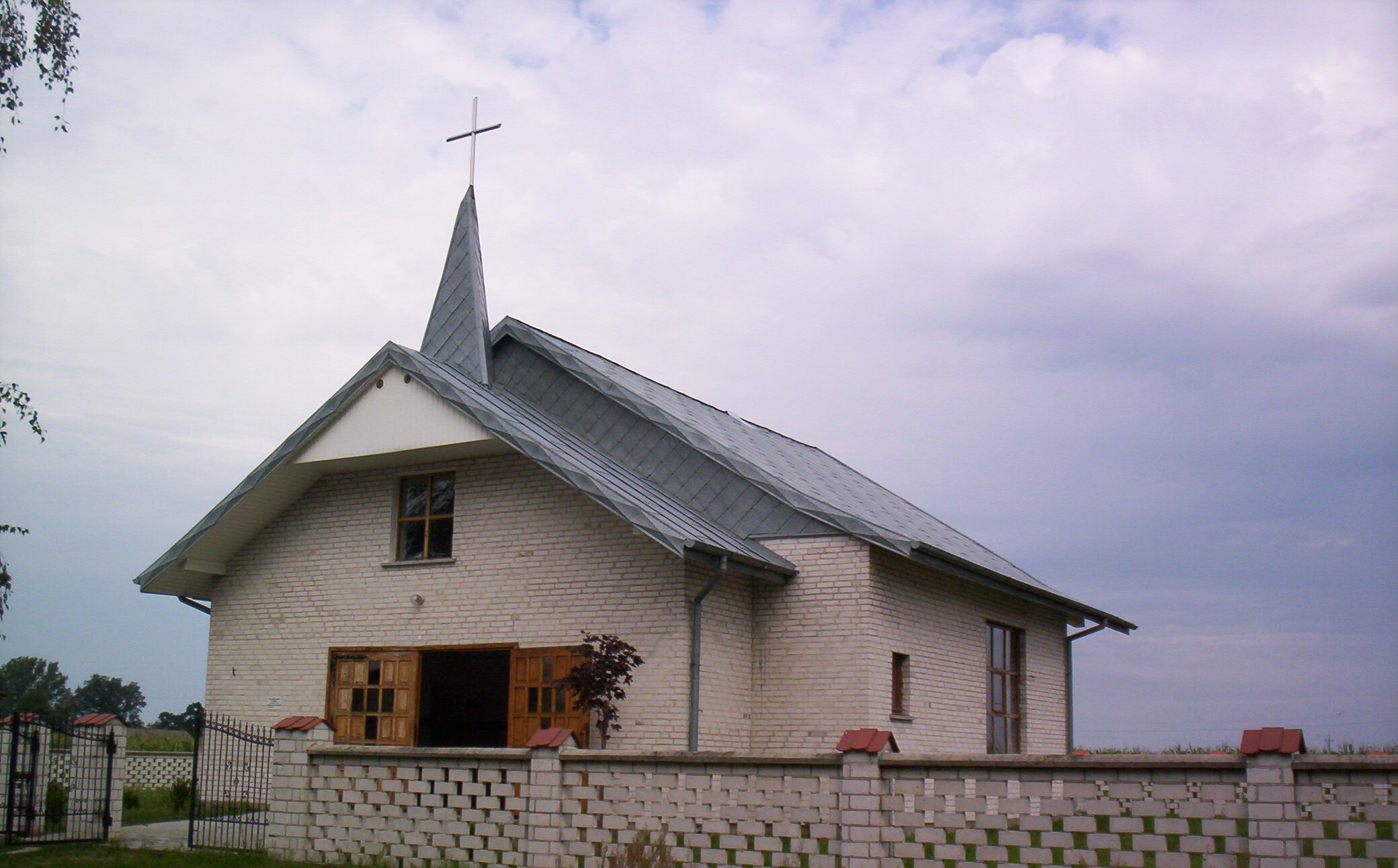
Owieczki-kaplica

- 3 przystanki PKS: Króle, Owieczki, Zatyle,
- remiza strażacka Ochotniczej Straży Pożarnej,
- kaplica parafialna (Parafia kościoła rzymskokatolickiego w Unikowie),
- szkoła podstawowa (zamknięta - dzieci uczęszczają do SP w Klonowie),
- sklepy (Stara Wieś),
- automat telefoniczny TP S.A. (Stara Wieś),
- punkt wymiany butli z gazem (Poprzeczna),

## Organizacje
- Ochotnicza Straż Pożarna w Owieczkach należąca do Związku Ochotniczych Straży Pożarnych w Klonowej
- Koło Gospodyń Wiejskich

## Krajobraz

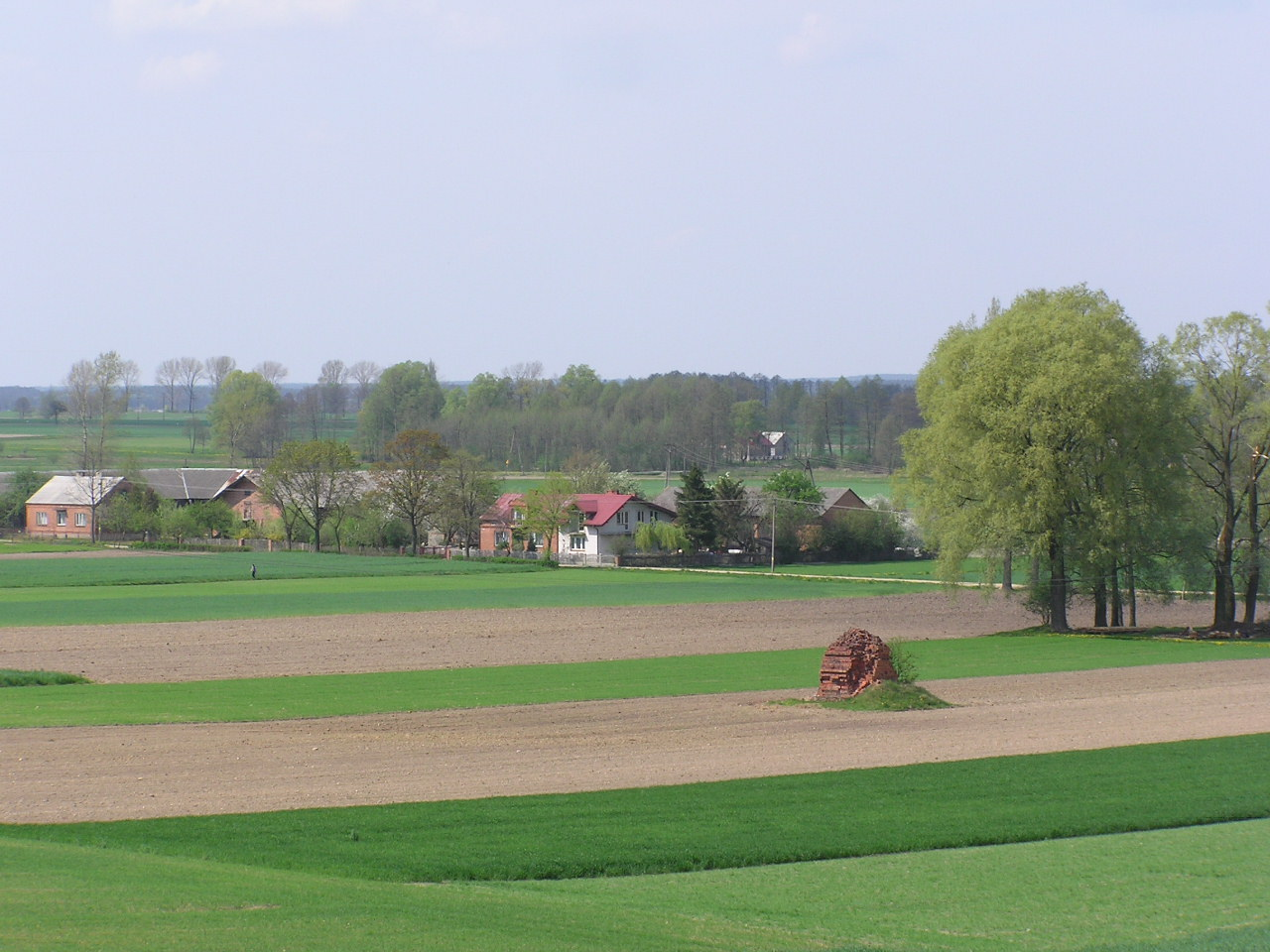
Owieczki-Poprzeczna: widok z Góry Niemojewskiej; w tle zabudowania wśród drzew to już Zatyle

Od zachodu, za niedużym kompleksem stawów, położonych przy szosie Wandalin-Klonowa, rozciągają się pola, teren wznosi się aż do wiatraka przy miejscowości Klonowa (siedzibie gminy), na południowym zachodzie Owieczki sąsiadują z kompleksem leśnym, zwanym Lasem Klonowskim.
Południe to sąsiedztwo wsi Jeżopole- Zygmuntów (do 2007 r. Niemojew- Zygmuntów). Tu również rozpościerają się pola, lecz na południe od Poprzecznej nad okolicą dominuje malownicze wzgórze zwane Górą Niemojewską (leżące na terenie wsi Zygmuntów w gminie Lututów, tuż za granicą między polami, stanowiącą również rozgraniczenie gmin). Wzgórze częściowo pokryte jest młodymi zaroślami (połacią dziko zasianych drzew), częściowo nieużytkami, a przede wszystkim nie użytkowanymi, głębokimi dołami po eksploatacji żwirowni. Obecnie na wschodzie wzgórza powstała nowa, eksploatowana żwirownia. Najbardziej przyciągającym wzrok jest potężny dąb rosnący samotnie na północnym stoku wzgórza, od strony Poprzecznej. We wschodniej części wzgórza, na szczycie grzbietu, stoi betonowy słup triangulacyjny. Jest to wzgórze morenowe.

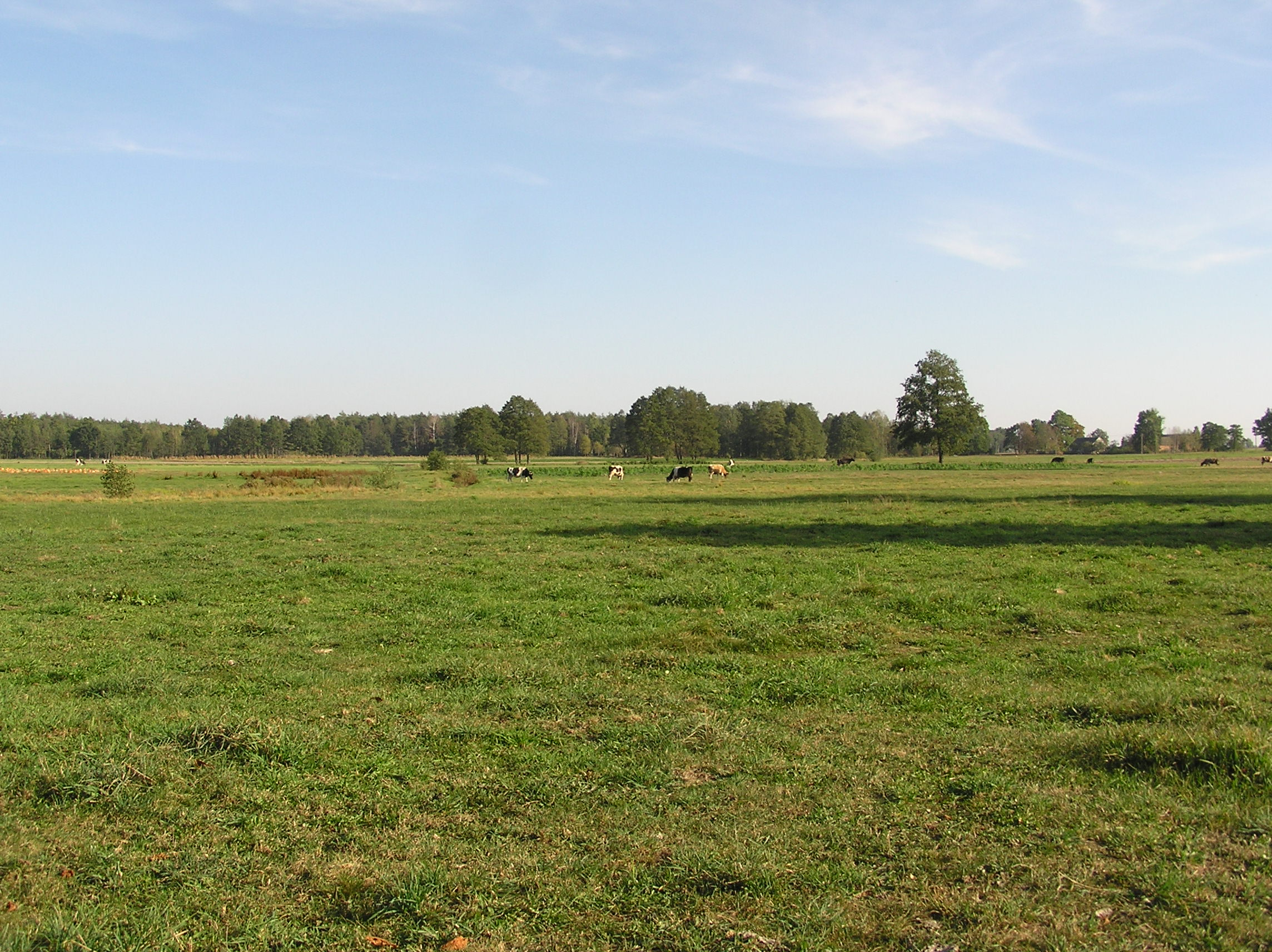
Owieczki-Poprzeczna: widok na łąki i pastwiska; w tle las: Suśnie

Na północ od Poprzecznej między Starą Wsią, Okupnikami i Zatylem rozpościera się płaski teren poprzecinany rowami melioracyjnymi, gdzie dominują łąki, przemieszane z polami uprawnymi. Na łąkach, mimo melioracji, utrzymują się miejsca podmokłe, a także znajdują się niewielkie sadzawki.
Na wschód od Poprzecznej i Okupnik rozciąga się mały kompleks leśny (lasy należą do okolicznych rolników) zwany potocznie Suśnie. Za lasem znajdują się: Dunaje, Świderki i Króle za którymi rozpoczyna się kompleks łąk, zwany potocznie Łąco, dalej Leśniki i na końcu Kapituła i niemal niezamieszkane Łosiny (nazwa potoczna), ograniczone kolejnym kompleksem lasów, za którym leży gmina Złoczew i wieś Kamasze.
Na północ od Króli znajduje się wieś Lipicze.

## Sieć drogowa
Owieczki położone są przy drodze Klonowa-Wandalin (numer 01701E). Przy tej szosie znajdują się 3 przystanki PKS (kolejno od Klonowy): Zatyle, Owieczki (Stara Wieś), Króle. Na Zatylu znajduje się skrzyżowanie z drogą (na której nawierzchnię bitumiczną wykonano w 2004 r.) łączącą Owieczki z Niemojewem i dalej z Lututowem, skąd można drogą krajową nr 14 dojechać do skrzyżowania z drogą krajową nr 8 (Wrocław-Warszawa).
Na Królach znajduje się skrzyżowanie z szosą w kierunku wsi Lipicze (numer 01702E). Granica Unikowa Kapitulnego biegnie wzdłuż drogi Uników – Kamasze (numer 01730E).
Pozostałe drogi miejscowości Owieczki to drogi gruntowe i polne.

## Dane administracyjne
- Rejon: 771450,
- Obwody statystyczne:
  - Stara Wieś 77145005,
  - Uników Kapitulny: 77145007,
  - pozostały obszar: 77145006,
- Obręby:
  - Owieczki,
  - Uników Kapitulny,
- Lasy:
  - RDPL: Łódź,
  - Nadleśnictwo: Złoczew,
- Poczta:
  - OR: OR CSP Łódź, ORJ/UPW: UPW Sieradz 1
  - Urząd Rejonowy: Sieradz
  - Urząd Oddawczy: Klonowa
- Obwodowa Komisja Wyborcza
  - nr okręgu wyborczego : 11
  - TERYT: 101407
  - Obwód głosowania : Szkoła Podstawowa w Owieczkach, Owieczki 37 (nieistniejąca)
- Zakres kompetencyjny sądów:
  - Sąd Rejonowy w Sieradzu 98-200 Sieradz, Al. Zwycięstwa 1
  - Sąd Okręgowy w Sieradzu (Sąd Okręgowy w Łodzi Ośrodek Zamiejscowy w Sieradzu) 98-200 Sieradz, Al. Zwycięstwa 1
  - Sąd Apelacyjny w Łodzi 90-921 Łódź, pl. Dąbrowskiego 5
  - Wojewódzki Sąd Administracyjny w Łodzi ul. Piotrkowska 135 90-434 Łódź
- Urząd Skarbowy 98-200 Sieradz, ul. Spółdzielcza 3 Izba Skarbowa w Łodzi

Uwaga: Rejon, Obwody statystyczne, Obręby - na podstawie Regionalnego Systemu Informacji Przestrzennej (RSIP) dla Województwa Łódzkiego